# Hoteșiv, Kamin-Kașîrskîi
Hoteșiv (în ucraineană Хотешів) este localitatea de reședință a comunei Hoteșiv din raionul Kamin-Kașîrskîi, regiunea Volînia, Ucraina.

## Demografie
Componența lingvistică a localității Hoteșiv
     Ucraineană (99,72%)
     Alte limbi (0,28%)
Conform recensământului din 2001, majoritatea populației localității Hoteșiv era vorbitoare de ucraineană (99,72%), existând în minoritate și vorbitori de alte limbi.